# Gezeitenmühle

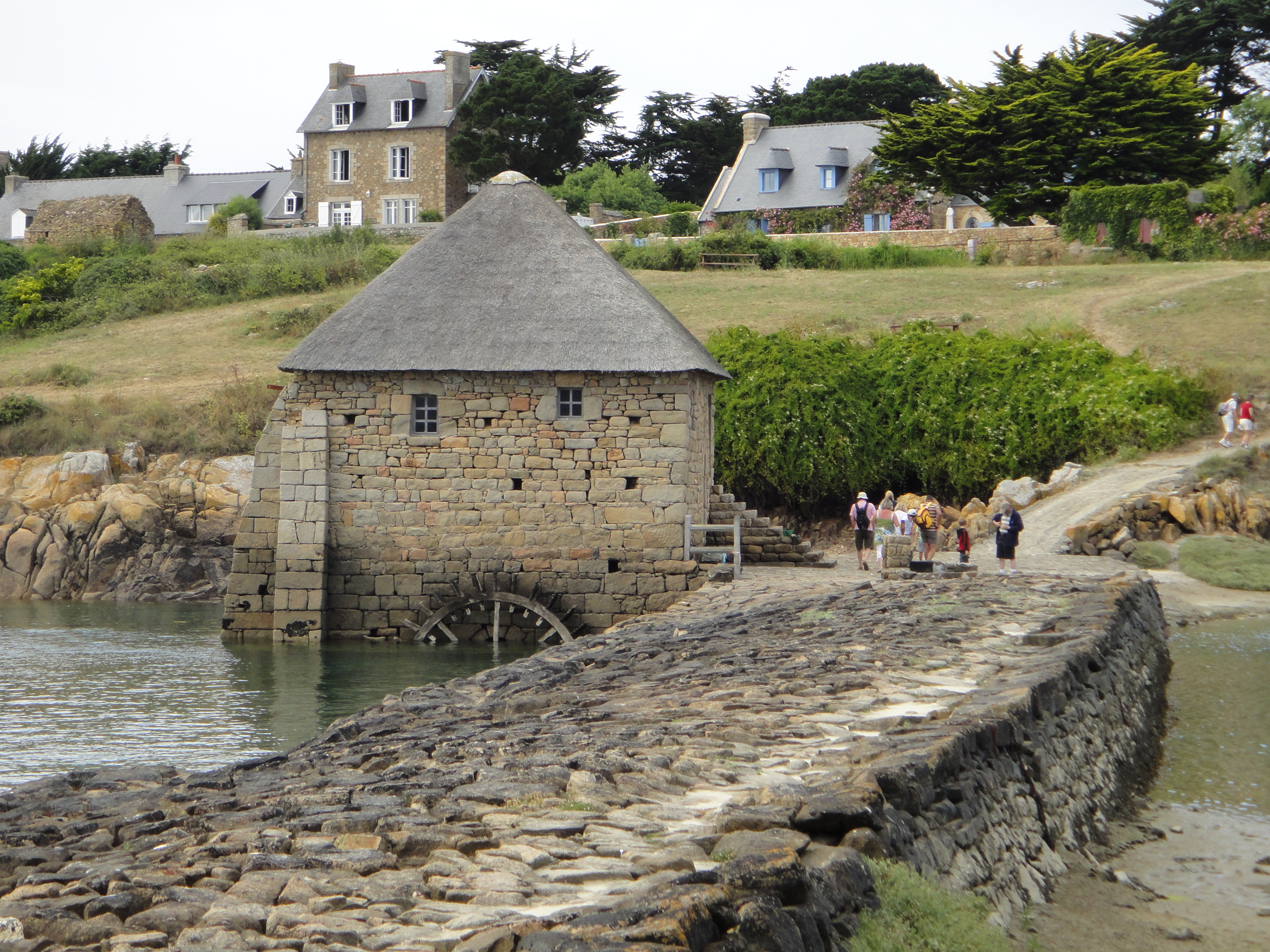
Gezeitenmühle von Birlot, Frankreich

Eine Gezeitenmühle (seltener auch Tide(n)mühle oder Flutmühle genannt) wird periodisch mittels Ebbe und Flut an Küsten mit ausreichendem Tidenhub angetrieben. Sie ist mit herkömmlichen Wassermühlen verwandt.

## Funktionsweise
Gezeitenmühlen lagen gewöhnlich in den Mündungen von Tideflüssen, weit genug vom Meer entfernt, um negative Einflüsse des Wellenganges zu vermeiden, und nahe genug, um den Tidenhub zu nutzen.
Durch einen Damm mit einer Schleuse wurde überflutetes Gebiet oder ein Teil eines Ästuars zu einem Staubecken gemacht. Die Flut strömt durch die Schleuse, welche sich automatisch schließt, wenn die Tide zurückgeht, in den Mühlenweiher. Bei niedrigem Wasserstand kann man das aufgestaute Wasser über das Mühlrad zurückströmen lassen.

## Verbreitung

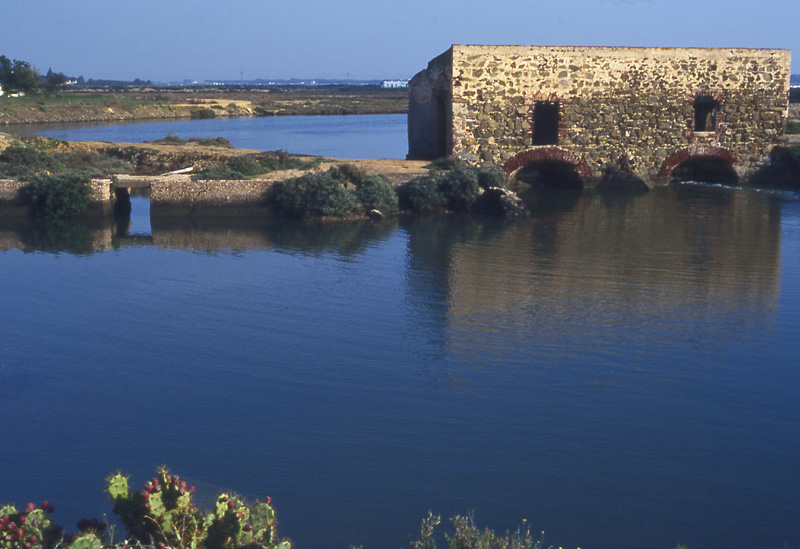
Meermühle (Molino de mareas) in Isla Cristina (Huelva) Spanien

Gezeitenmühlen kommen in Europa an den Küsten des Atlantiks zwischen den Britischen Inseln und Portugal (Alhos Vedros, Alqueidão (Figueira da Foz), Corroios, Mourisca, Olhão) vor. Die bislang früheste archäologisch dokumentierte Gezeitenmühle wurde auf dem Gelände des Nendrum-Klosters auf einer Insel im Strangford Lough in Nordirland entdeckt. Sie wurde dendrochronologisch auf 619–621 n. Chr. datiert. Ihre Mühlsteine haben einen Durchmesser von 830 mm, und das horizontale Rad konnte eine Spitzenleistung von etwa 0,65 kW entwickeln. Eine ähnlich alte Mühle (aus dem Jahr 619) wird im Domesday Book (1086) erwähnt und stand im Hafen von Dover. Möglicherweise wurde die Kraft der Gezeiten in England (4 Mühlen) und Frankreich (etwa 70 Moulins à marée) bereits im 6. Jahrhundert genutzt. Dass sie bereits von den Römern genutzt wurden, ist unwahrscheinlich, da die mediterranen Kulturen keine Gezeitensituation vorfanden.
Im frühen Mittelalter wurden sie zum Mahlen von Getreide oder Gewürzen, später auch als Antrieb für Hammer- und Sägewerke in der Papier- und Stoffindustrie genutzt. Aus dieser Zeit stammt auch die Gezeitenmühlen von Yellow Walls bei Malahide im County Fingal in Irland. Die Gezeitenmühle von Cave Marsh ist eine der vier in der Nähe der Broad-Mündung. Die anderen sind Kilcrea, Lissenhall Great und Ballymadrough/Seapoint.

### Britische Inseln
Im Vereinigten Königreich sind noch vier Gezeitenmühlen erhalten:
- die Carew Tidal Mill in Wales, heute ein Museum

#### England
- in Woodbridge bei Ipswich
- Eling tide mill bei Lymington bei Southampton
- am River Lea im Osten Londons

Die Gezeitenmühle von Woodbridge im Mündungsgebiet des Deben wurde um 1170 erbaut und 1792 wieder aufgebaut. Sie ist ein Museum in städtischem Besitz und öffentlich zugänglich. Nur die „Eling Tide Mill“ arbeitet heute noch. Diese Mühle wurde erstmals 1086 urkundlich erwähnt; der heutige Bau stammt aus dem 18. Jahrhundert. Die Flutmühle landeinwärts am River Lea liegt mitten im Londoner Industriegebiet Bromley-by-Bow.
In London gab es viele Gezeitenmühlen, einschließlich zweier an der London Bridge.

#### Irland
- Nendrum Monastery mill

#### Schottland
- Burntisland, Eintrag zu Gezeitenmühle in Canmore, der Datenbank von Historic Environment Scotland (englisch)
- Fife Ness, Eintrag zu Gezeitenmühle in Canmore, der Datenbank von Historic Environment Scotland (englisch)

### Frankreich

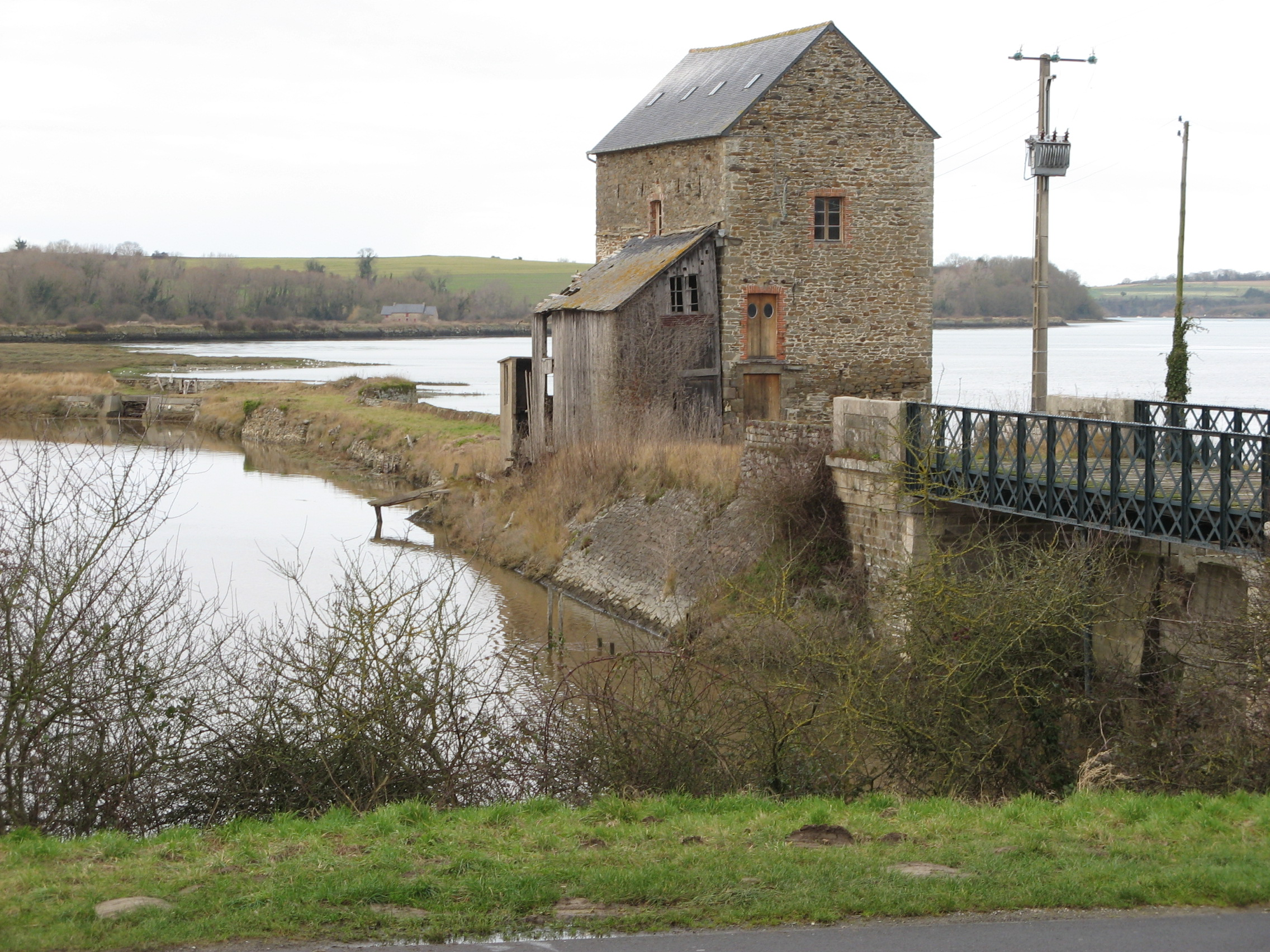
Gezeitenmühle von Beauchet

In Frankreich gab/gibt es etwa 70 „Moulins à marée“ in der Bretagne sind es u. a.: Berno auf der Île d’Arz, Beauchet, Birlot auf der Île-de-Bréhat, Campen, Cantizac, Coët Courzo, Hénan, Kervillo, Prat in La Vicomté-sur-Rance, Le Hézo, Le Lindin, Loges, Loix, Ludre, Melin Vor, Mériadec, Noyalo-Kerentrech, Paluden, Pen Castel, Pomper, Pont und Traou-Meur.

### Deutschland
Die letzte und lange Zeit einzige Gezeitenmühle in Deutschland war die Sierkesche Mühle (auch Au-Mühle genannt), eine Wassermühle am Marschdamm bei Horneburg in Niedersachsen (53° 30′ 37,4″ N, 9° 35′ 19,5″ O). Sie nutzte die Kraft der Flut, welche von der Unterelbe durch die Lühe bis in die Alte Aue hineindrückt. Die 1877 errichtete Mühle wurde nach der Stilllegung des Betriebes zu einem Wohngebäude umgebaut.

### Iberische Halbinsel

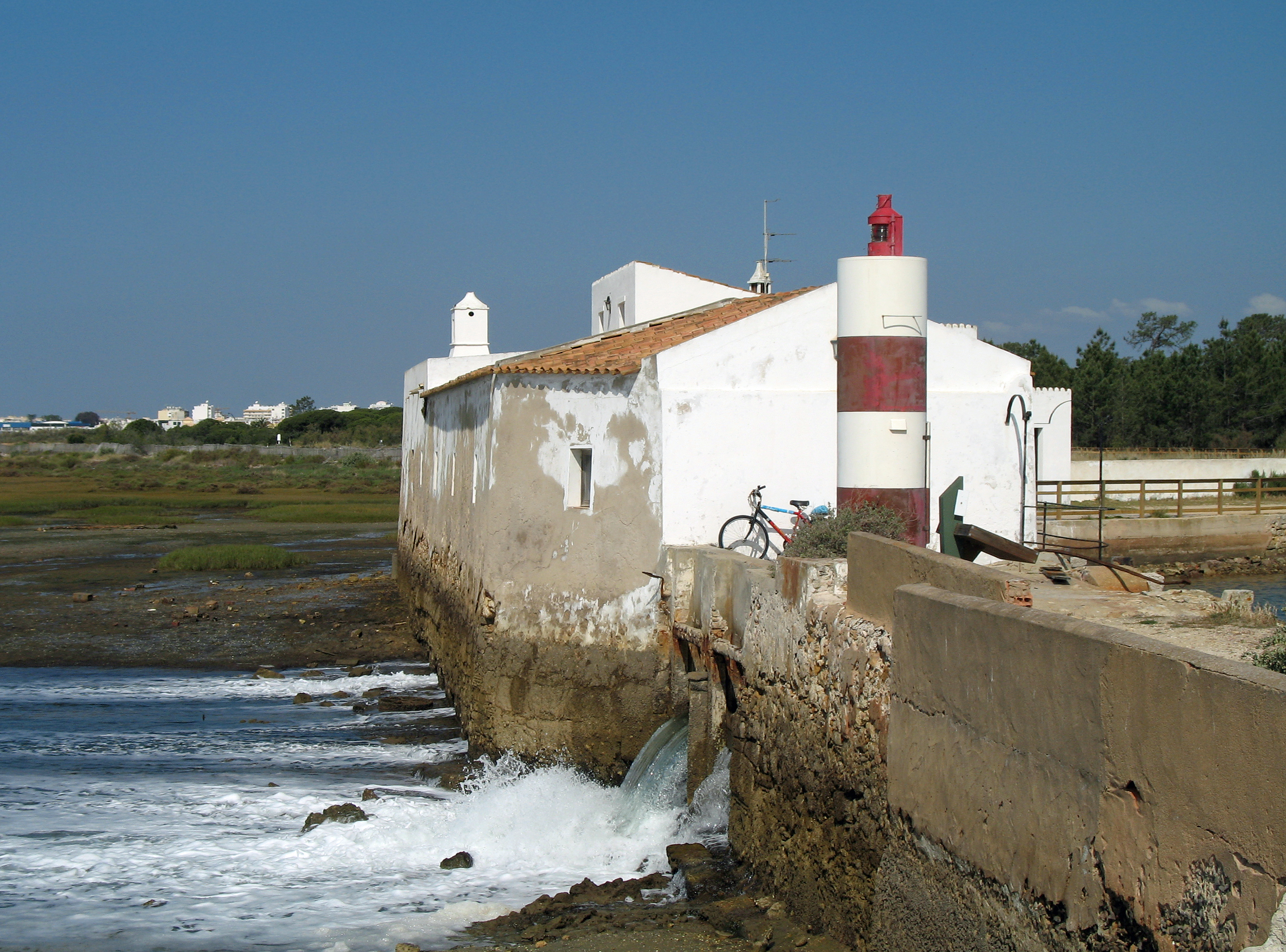
Mühle in Olhão, Portugal

In Spanien gab es viele „Molinos mareales“ an der Atlantikküste. Beispiele sind Molino de El Pintado (Ayamonte/Isla Cristina, Huelva) und Molino de Valletaray, Molino de la Barca und Molino de la Higuera (Lepe, Huelva).
In Portugal arbeiteten solche in Alhos Vedros, Alqueidão, Corroios, Mourisca und Olhão.

### USA
In den USA gab es am Atlantik etwa 750 Gezeitenmühlen.

## Gezeitenkraftwerke
In neuerer Zeit wird Tideenergie in Gezeitenkraftwerken genutzt. Seit Ende 1966 arbeitet das Gezeitenkraftwerk La Rance bei St. Malo an der Rance. Die insgesamt 24 Turbinen erzeugen jährlich rund 500 GWh, das sind ca. 0,2 % des französischen Strombedarfs. Für den Bau dieser Gezeitenkraftanlage wurden rund 200 Millionen € aufgewendet.